# 尤拉區
尤拉區（西班牙語：Distrito de Yura），是秘魯的一個區，位於該國南部阿雷基帕大區的阿雷基帕省，面積1,942.9平方公里，海拔高度2,590米，2005年人口15,659，人口密度每平方公里8.1人。